# Rak (priimek)
Rak je priimek več znanih oseb:
- Amand Rak (1847–1919), zdravnik, amaterski arheolog, ustanovitelj narodnega muzeja v Mariboru
- Anica Rak, živilska tehnologinja
- Anton Rak (1803–1864), pravnik
- Florjan Rak (1855–1920), hmeljar
- Inoslav Rak (*1936), metalurg, univ. prof., strokovnjak za varjenje
- Janja Jurančič Rak (*1963), lektorica, urednica (paraplegičarka)
- Magda Rak Cizej, agronomka, strok.za zaščito rastlin, Inštitut za hmeljarstvo
- Margareta Rak Hess, pisateljica
- Pavle Rak (*1950), potopisec, filozof, teolog, prevajalec
- Pavel Matej Rak, pisec o ezoteriki
- Peter Rak, kulturni novinar in publicist, dramatik
- Pia Rak, teniška trenerka
- Slava Rak (1927–78), kmečka pisateljica